# Solblommossa
Solblommossa (Schistidium pruinosum) är en bladmossart som först beskrevs av Wilhelm Philipp Schimper, och fick sitt nu gällande namn av Albrecht Wilhelm Roth. Solblommossa ingår i släktet blommossor, och familjen Grimmiaceae. Arten är reproducerande i Sverige.